# 莱娜·兰塔拉
莱娜·兰塔拉（芬蘭語：Lene Rantala，1968年8月10日—），丹麦女子手球运动员。她曾代表丹麦国家队参加1996年和2000年夏季奥林匹克运动会手球比赛，两届比赛均获得金牌。